# 春山誉賜弥
春山 誉賜弥（はるやま よしみ、2月12日 - ）は、日本のナレーター、声優。ナレータープロダクション『洒落 Sharaku』所属。大分県 出身。血液型A型。特技は、歌、ものまね、料理、七色の声。趣味は、龍笛、釣り、格闘技観戦。調理師免許取得。

## ナレーション
- グッド!モーニング（テレビ朝日系列）[3]
- コロナ時代をどう生きるか（スポットナレーション）（NHK BS1）
- BS世界のドキュメンタリー（NHK BS1）
- まるっと！サタデー（TBS系列）
- ビビット（ビビットプラス）（TBS系列）
- いっぷく!（いっぷくクリニック）（TBS系列）
- マカフシ（フジテレビ系列）
- めざましテレビ （フジテレビ系列）
- ザ・ヒキザン（フジテレビ系列）
- ワイドナショー（フジテレビ系列）
- ひつじオオカミ〜ネットにダマされるな!使える情報15連発〜（フジテレビ系列）
- チャンネルΣ・名医が解決!人間ドックTV（フジテレビ系列）
- FNSソフト工場 ニュースじゃないひと!（長野放送・フジテレビ系列）
- ビジネスボード（BSフジ）
- 開局11周年特別番組 大分国東半島 六郷満山1300年 (BS11)[4]
- 今日は山の日 行こう！みんなで山散歩(BS11)
- 緊急スペシャル！「純烈」悲願への道 大晦日にかける決意を激白！（BSスカパー!）
- 秩父鉄道（6000系以降の日本語車内放送）

## ボイスオーバー
- 地球メシ～しんどくてうまい！究極の一皿～（NHK総合）
- 突撃！カネオくん（NHK総合）
- 世にも不思議なランキング なんで?なんで?なんで?（TBS系列）
- ビビット（TBS系列）
- スッキリ（お受験企画第1弾）（日本テレビ系列）
- スッキリ（お受験企画第2弾）（日本テレビ系列）
- 池上彰が教えたい！実は…のハナシ。（日本テレビ系列）
- 体感!奇跡のリアルタイム（讀賣テレビ）
- 理由を聞いたら好きになる（フジテレビ系列）
- 坂上どうぶつ王国（フジテレビ系列）
- 緊急SOS なぜあなたは消えた!?謎の行方不明者 テレビ大捜索スペシャル（フジテレビ系列）
- 目撃!超逆転スクープ 世紀の誘拐事件と奇跡の生還SP（フジテレビ系列）
- 目撃!超逆転スクープ2 世紀の凶悪監禁犯VS決死の生還劇（フジテレビ系列）
- 目撃!超逆転スクープ3 戦慄の凶悪犯vs決死の救出作戦（フジテレビ系列）
- 目撃!超逆転スクープ4 娘を救え!命をかけた母の闘い愛と涙の生還SP（フジテレビ系列）
- 目撃!超逆転スクープ5 殺人者の微笑み（フジテレビ系列）
- 目撃!超逆転スクープ6 世界が震えたミラクルストーリー（フジテレビ系列）
- 目撃！超逆転スクープ7 家族を引き裂く衝撃のミステリー事件簿（フジテレビ系列）
- 世界誘拐ファイルカメラが見た!犯行&救出の決定的瞬間 3時間スペシャル（フジテレビ系列）
- 世界怪盗ファイルカメラが見た!犯行&逮捕の決定的瞬間 3時間スペシャル（フジテレビ系列）
- 絶体絶命クライシス～その瞬間 命は救われた!～（フジテレビ系列）
- あす因縁のゴング!村田諒太の再戦直前スペシャル（フジテレビ系列）
- 息子誕生で迎えた防衛戦 ボクサー井上尚弥24歳 新たな旅立ちに密着!（フジテレビ系列）
- シルク日本最新作「キュリオス」上陸SP 橋本環奈とウド鈴木が見た"15の超人技"（フジテレビ系列）
- Mr.サンデー（フジテレビ系列）
- アゲるテレビ（フジテレビ系列）
- 世界法廷ミステリー（フジテレビ系列）
- The世界力3（東海テレビ）
- おかずのクッキング（テレビ朝日）
- 報道ステーション（特集）（テレビ朝日）
- 天才をつくる!ガリレオ脳研（テレビ朝日）
- 学べる!!ニュースショー!（テレビ朝日）
- 天才絵師・伊藤若冲 世紀の傑作はこうして生まれた（BS-TBS）
- 木村文乃 至宝が誘う悠久のイスタンブルへ（BS-TBS）
- 空先案内人 やしま真麻の世界飛ンデモ大百科（BS日テレ）

## 洋画・海外ドラマ（吹替え）
- エアポート2000
- ヘリコップ
- ホロコースト2000
- エアスピード
- マラブンタ
- ビハインド・プリズン・ウォール
- WITHOUT A TRACE/FBI 失踪者を追え!
- ザ・ホワイトハウス
- スターゲイト アトランティス

## CMナレーション
- インシップ
- アタックNeo
- ボディーブレード

## VPナレーション
- インシップ
- 日本テクノ (電気)
- カゴメ
- テルモ
- ライオン (企業)
- ヤクルト
- 法テラス
- 八味地黄丸エキス錠（日本ヘルスケアアドバイザーズ）
- 文化庁（表彰式典）
- 消防庁
- 新潟県私立幼稚園・認定こども園協会

## 朗読劇
- 劇団すくらっち「家族草子」～作詞家・作家＝森浩美の作品～